# USS Wisconsin (BB-9)
USS Wisconsin foi um couraçado pré-dreadnought operado pela Marinha dos Estados Unidos e a terceira e última embarcação da Classe Illinois, depois do USS Illinois e USS Alabama. Sua construção começou em fevereiro de 1897 nos estaleiros da Union Iron Works e foi lançado ao mar em novembro do ano seguinte, sendo comissionado na frota norte-americana em fevereiro de 1901. Era armado com uma bateria principal composta por quatro canhões de 330 milímetros montados em duas torres de artilharia duplas, tinha um deslocamento carregado de mais de doze mil toneladas e conseguia alcançar uma velocidade máxima de dezesseis nós (trinta quilômetros por hora).
O Wisconsin teve uma carreira relativamente tranquila e sem grandes incidentes. Ele começou seu serviço ativo atuando na Frota do Pacífico, sendo transferido para a Frota Asiática no Sudeste Asiático em 1903, onde permaneceu até voltar para casa em 1906. Em 1908 juntou-se à Grande Frota Branca na segunda parte de sua viagem ao redor do mundo, retornando aos Estados Unidos apenas no ano seguinte. Pouco depois foi colocado na reserva e usado como navio-escola a partir de 1912 para cadetes e aspirantes da Academia Naval dos Estados Unidos, função que exerceu pelos anos seguintes até ser descomissionado em maio de 1920. O Wisconsin acabou desmontado em 1922.

## Descrição
O desenvolvimento da classe Illinois começou em 1896, época em que a Marinha dos Estados Unidos tinha poucos encouraçados modernos em serviço. O debate inicial sobre a possibilidade de construir um novo projeto de borda livre baixa como a classe Indiana em serviço ou navios de borda livre mais alta como o Iowa (então em construção) levaram à decisão de adotar o último tipo. O armamento secundário misto de 152 e 203 milímetros de classes anteriores foi padronizado para armas de apenas 152 milímetros para economizar peso e simplificar o abastecimento de munição. Outra grande mudança foi a introdução de torres modernas e equilibradas com faces inclinadas, em vez das antigas torres de estilo "Monitor" dos encouraçados americanos anteriores.
O Wisconsin tinha 114 metros de comprimento total e tinha uma boca de 22 metros e um calado de sete metros. Ele deslocava 11 840 toneladas conforme projetado e até 12 450 em plena carga. O navio era movido por motores a vapor de expansão tripla de dois eixos avaliados em 16 mil cavalos de potência, acionando duas hélices helicoidais. O vapor era fornecido por oito caldeiras flamotubulares a carvão, que eram canalizadas para um par de funis colocados lado a lado. O sistema de propulsão gerava uma velocidade máxima de dezesseis nós (trinta quilômetros por hora). Após finalizado, foi inicialmente equipado com mastros militares pesados, mas estes foram substituídos por mastros treliçados em 1909. Tinha uma tripulação de 531 oficiais e praças, que aumentaram para 690 – 713.
O navio estava armado com uma bateria principal de quatro canhões calibre 330 milímetros, com 35 calibres de comprimento, em duas torres de canhão gêmeas na linha central, uma à frente e outra à ré. A bateria secundária consistia em quatorze canhões Mark IV de 152 milímetros, com 40 calibres de comprimento, que foram colocados em casamatas no casco. Para defesa de curto alcance contra torpedeiros, ele carregava dezesseis canhões de seis libras montados em casamatas ao longo da lateral do casco e seis canhões de uma libra. Como era padrão para os navios capitais da época, o Wisconsin carregava quatro tubos de torpedo em lançadores montados no convés.
O cinturão blindado de Wisconsin tinha 419 milímetros de espessura sobre os paióis e os espaços das máquinas de propulsão e 102 milímetros em outras partes. As torres de canhão da bateria principal tinham 356 milímetros em suas laterais, e as barbetas de sustentação tinham 381 milímetros de blindagem em seus lados expostos. A blindagem das bateiras secundárias casamatadas era de 152 milímetros. A torre de comando tinha 254 milímetros em seus lados.

## Histórico de serviço

### Frotas do Pacífico e Ásia

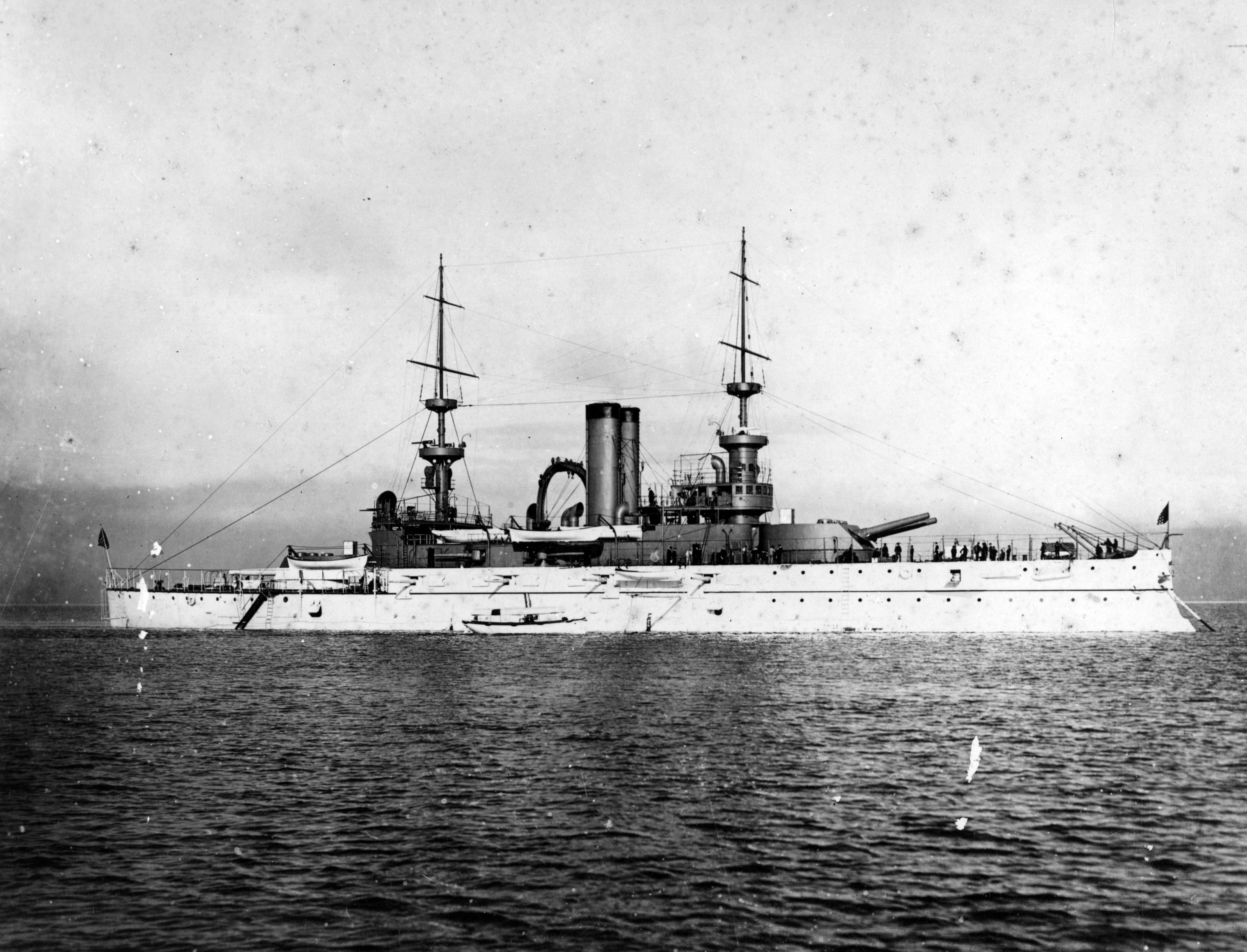
O Wisconsin fora de San Francisco em 1901

A quilha de Wisconsin foi batida em 9 de fevereiro de 1897 na Union Iron Works em São Francisco. Foi lançado em 26 de novembro de 1898 e comissionado na frota em 4 de fevereiro de 1901. O navio partiu de São Francisco em 12 de março para treinamento inicial na Baía de Magdalena, México, de 17 de março a 11 de abril. Em 15 de abril voltou a São Francisco para reparos, que duraram até 28 de maio, e então partiu para Port Orchard, Washington, chegando em 1 de junho. O Wisconsin ficou lá por nove dias antes de retornar a São Francisco. Mais tarde naquele mês, ele se juntou aos encouraçados Oregon e Iowa, o cruzador protegido Philadelphia e o barco torpedeiro Farragut para um passeio pela costa oeste dos Estados Unidos. Eles chegaram a Port Angeles, Washington em 29 de junho e seguiram para Port Whatcom, Washington em 2 de julho, onde participaram das comemorações do Dia da Independência. No dia seguinte, voltaram a Port Angeles e participaram de exercícios de treinamento, que duraram até meados de julho.
O Wisconsin entrou na doca seca no Puget Sound Navy Yard em Bremerton, Washington, em 23 de julho, para reparos que duraram até 14 de outubro. Ele então navegou para Honolulu, Havaí, chegando em 23 de outubro. Lá, abasteceu seus armazéns de carvão e seguiu para a Samoa Americana, conduzindo treinamento de artilharia durante o trajeto. Chegou a Tutuila em 5 de novembro e ficou com o mineiro Abarenda e o navio-hospital Solace por cerca de duas semanas antes de embarcar para Apia, na Samoa Alemã. O Wisconsin deixou a ilha em 21 de novembro para o Havai, de onde seguiu para a América Central. Ele chegou a Acapulco, no México, em 25 de dezembro e lá permaneceu por três dias para carvão. Fez visitas a Callao, Peru e Valparaíso, Chile antes de retornar a Acapulco em 26 de fevereiro de 1902. O navio então conduziu uma ampla variedade de exercícios de treinamento na Baía de Magdalena e na Baía de Pichilinque de 5 a 22 de março, antes de navegar pela costa oeste dos Estados Unidos, parando em Coronado, San Francisco e Port Angeles. Ele chegou ao Puget Sound Navy Yard em 4 de junho para reparos que duraram até 11 de agosto.
O navio participou do treinamento de artilharia em Tacoma e Seattle antes da manutenção adicional em Puget Sound em 29 de agosto. O Wisconsin partiu de Washington em 12 de setembro com destino ao Panamá - então ainda parte da Colômbia - para proteger os interesses americanos no país. Ele estava servindo como a nau capitânia do Esquadrão do Pacífico, sob o comando do contra-almirante Silas Casey III. A Guerra dos Mil Dias estava sendo travada no Panamá, então Casey trouxe representantes dos dois lados a bordo de Wisconsin para negociações que finalmente encerraram o conflito. O navio deixou o Panamá em 22 de novembro e voltou para São Francisco, chegando em 5 de dezembro. No dia 9, Casey transferiu sua bandeira para o cruzador blindado New York. Wisconsin então conduziu treinamento de artilharia até 17 de dezembro, seguido por outro período em doca seca em Puget Sound de 20 de dezembro a 13 de maio de 1903. Ele foi então designado para a Frota Asiática; ele carregou carvão em Honolulu antes de chegar a Yokohama, Japão, em 12 de junho. O contra-almirante Philip H. Cooper, comandante do Esquadrão do Norte, içou sua bandeira a bordo de Wisconsin em 15 de junho.

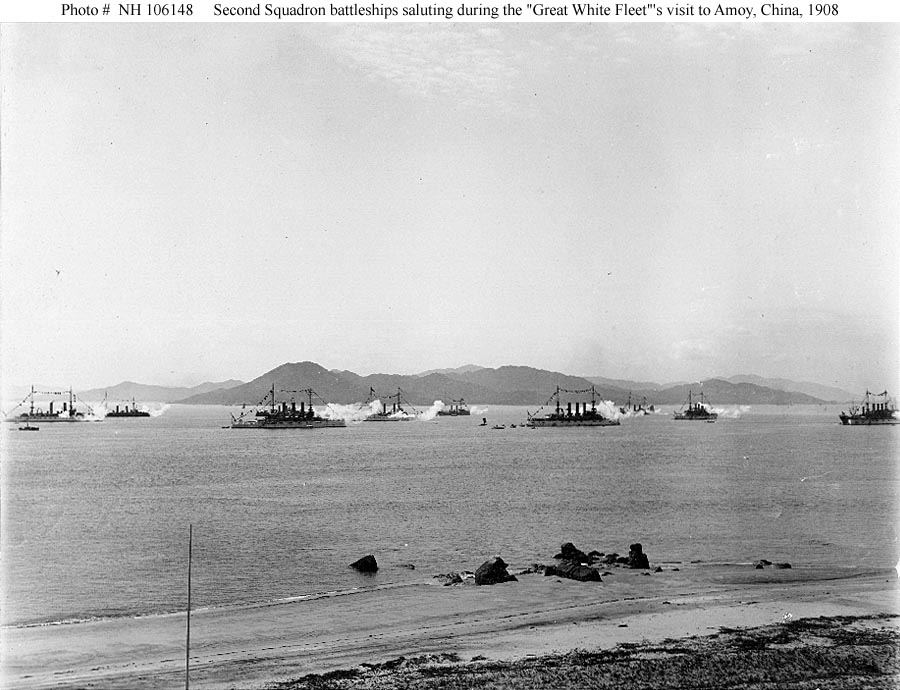
A Grande Frota Branca em Amoy; O Wisconsin é o segundo navio da direita.

O Wisconsin passou os três anos seguintes na Frota Asiática; nessa época, sua rotina consistia em operações no norte da China e no Japão no verão e nas Filipinas no inverno. Ele visitou vários portos do Leste Asiático, incluindo Kobe, Yokohama, Nagasaki no Japão e Amoy, Xangai, Chefoo, Nanquim e Taku na China. O navio deixou a Frota Asiática em 20 de setembro de 1906, quando partiu de Yokohama, com destino a Honolulu. Depois de embarcar lá de 3 a 8 de outubro, ele seguiu para São Francisco, chegando em 18 de outubro. O Wisconsin passou uma semana lá antes de navegar para o norte para Puget Sound, onde foi desativado em 16 de novembro para uma longa reforma que durou até o final de abril de 1908. Ele então navegou para o sul para San Francisco, onde chegou em 6 de maio para participar de uma revisão naval lá. Ele estava de volta a Puget Sound em 21 de maio para instalar um novo equipamento de controle de incêndio; o trabalho durou até 22 de junho.

### Grande Frota Branca e Frota do Atlântico
O navio então voltou para San Francisco no início de julho. Lá, ele se juntou à Grande Frota Branca, que havia partido de Hampton Roads, Virgínia, no ano anterior, na primeira etapa de seu cruzeiro global. O cruzeiro da Grande Frota Branca foi concebido como uma forma de demonstrar o poder militar americano, particularmente para o Japão. As tensões começaram a aumentar entre os Estados Unidos e o Japão após a vitória deste último na Guerra Russo-Japonesa em 1905, particularmente sobre a oposição racista à imigração japonesa para os Estados Unidos. A imprensa de ambos os países começou a convocar a guerra, e Roosevelt esperava usar a demonstração de poderio naval para deter a agressão japonesa.
A Grande Frota Branca iniciou então sua travessia do Pacífico, com uma visita ao Havai no caminho. As paradas no Pacífico Sul incluíram Melbourne, Sydney e Auckland. Após deixar a Austrália, a frota virou para o norte para as Filipinas, parando em Manila, antes de seguir para o Japão, onde uma cerimônia de boas-vindas foi realizada em Yokohama. Seguiram-se três semanas de exercícios em na Baía de Subic, nas Filipinas, em novembro. Os navios passaram por Cingapura em 6 de dezembro e entraram no Oceano Índico; eles realizaram a reposição de carvão em Colombo antes de prosseguir para o Canal de Suez e repor o carvão novamente em Port Said, Egito. A frota fez escala em vários portos do Mediterrâneo antes de parar em Gibraltar, onde uma frota internacional de navios de guerra britânicos, russos, franceses e holandeses saudou os americanos. Os navios então cruzaram o Atlântico para retornar a Hampton Roads em 22 de fevereiro de 1909. Lá, eles realizaram uma revisão naval para o presidente Theodore Roosevelt.

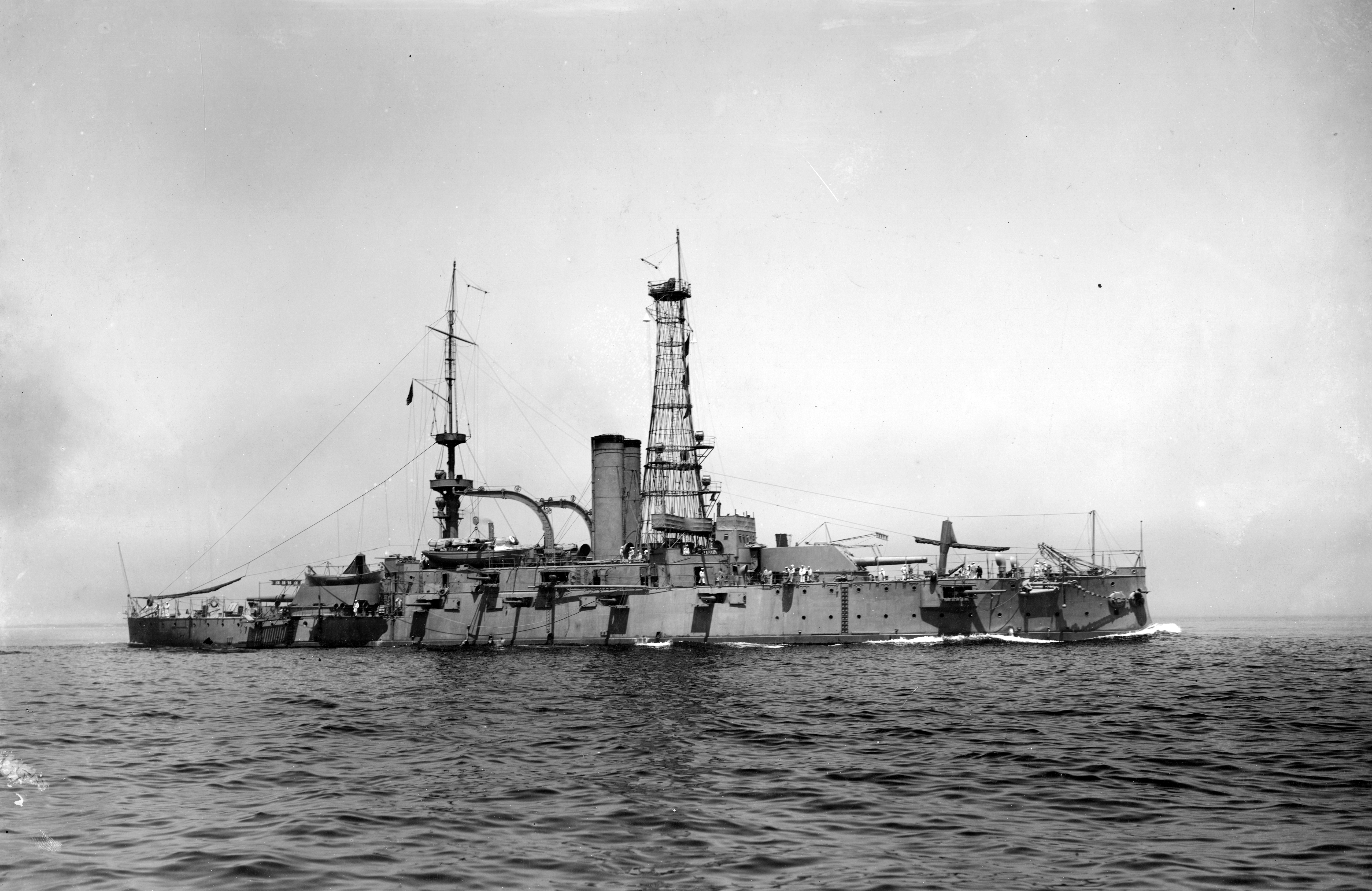
O Wisconsin c. 1909-1910 após sua modernização

O Wisconsin saiu de Hampton Roads em 6 de março para Portsmouth, New Hampshire, chegando no dia 9. Lá, ele entrou na doca seca para reparos e modificações, incluindo um novo esquema de pintura cinza. Depois de retornar ao serviço em junho, ele foi designado para a Frota do Atlântico e ingressou em sua unidade em Hampton Roads no final do mês. Ele imediatamente voltou para o norte para Portland, Maine, onde participou das comemorações do Dia da Independência em 4 de julho. O Wisconsin voltou à frota em Hampton Roads em 6 de agosto para treinamento de artilharia em Virginia Capes. A manutenção de rotina foi realizada em Hampton Roads durante este período. No final de setembro, ele viajou para Nova York para a Celebração Hudson-Fulton. A celebração viu uma frota internacional de navios de guerra da Alemanha, Grã-Bretanha, França, Itália e outros países se juntarem à Frota do Atlântico para as comemorações da descoberta do Rio Hudson por Henry Hudson. O Wisconsin deixou as cerimônias em 5 de outubro para reparos em Portsmouth, que duraram de 7 de outubro a 28 de novembro. Ele então voltou para Hampton Roads, por meio de Newport, Rhode Island, onde embarcou marinheiros designados para a Frota do Atlântico.
O navio realizou exercícios com o restante da frota ao largo de Virginia Capes até meados de dezembro, quando partiu para Nova York, onde passaria o Natal e o Ano Novo. No início de janeiro de 1910, ele navegou para o sul, para águas cubanas, para exercícios. Nesse período, que durou de 12 de janeiro a 19 de março, esteve baseado na Baía de Guantánamo, em Cuba. Após a conclusão dos exercícios, o Wisconsin fez visitas a Tompkinsville, em Nova York, e Nova Orleans, na Louisiana. Em 22 de abril, ele voltou a Nova York, onde descarregou seus estoques de munição, antes de seguir para o Portsmouth Navy Yard. Lá, ele foi colocado na Frota de Reserva do Atlântico. Foi transferido para a Filadélfia em abril de 1912 e mais tarde naquele ano ela participou de uma revisão naval, realizada em Yonkers, Nova York. O navio então retornou à Frota de Reserva do Atlântico; ele foi colocado em serviço ordinário em 31 de outubro de 1913. No início de 1915, o Wisconsin foi designado para o Esquadrão de Prática da Academia Naval dos Estados Unidos, junto com os encouraçados Missouri e Ohio. Os três navios fizeram um cruzeiro para a costa do Pacífico através do recém-concluído Canal do Panamá; O Wisconsin foi o terceiro encouraçado a transitar pelo canal desde sua abertura.

### Primeira Guerra Mundial

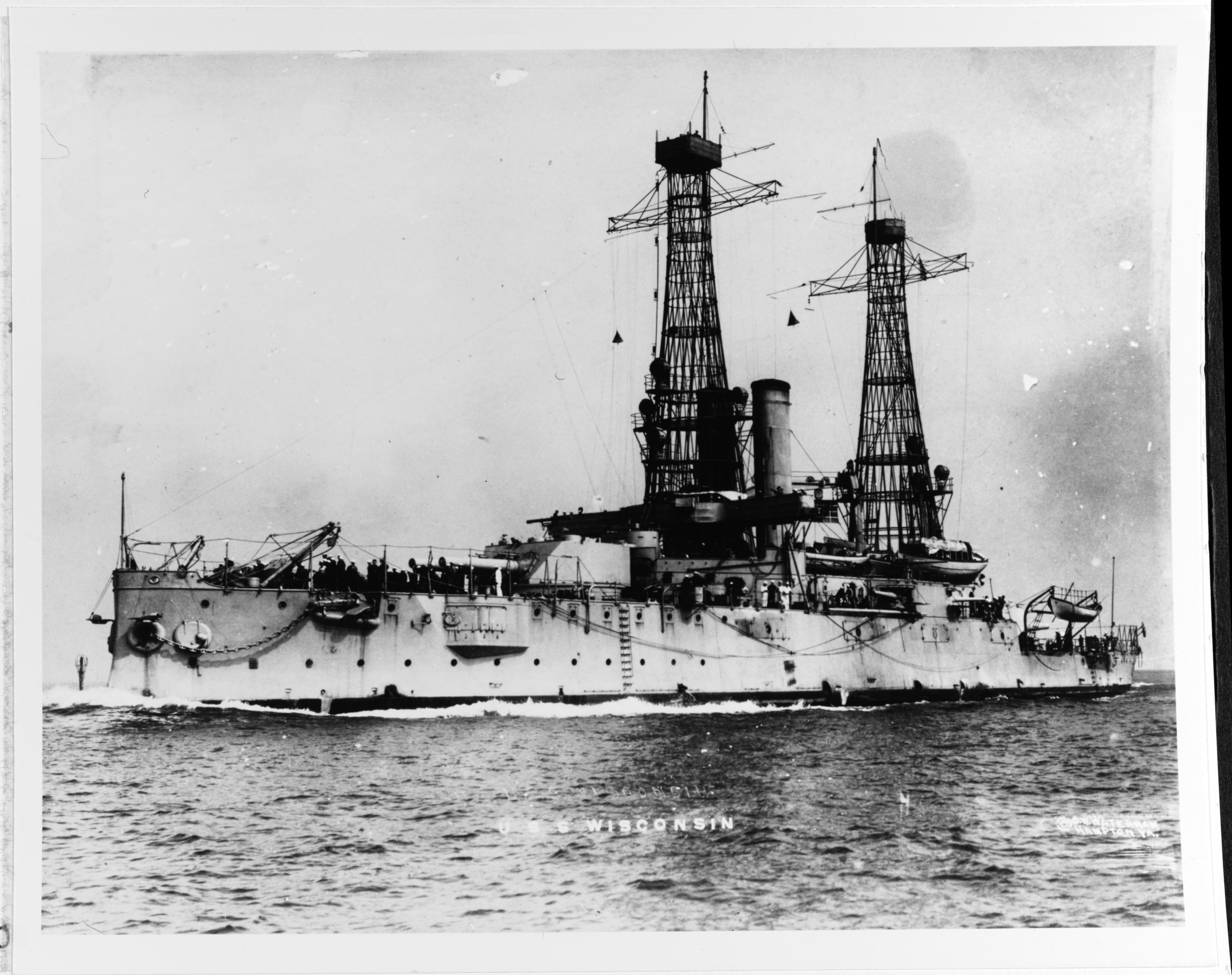
Wisconsin c. 1918; observe que os canhões secundários foram removidos

O Wisconsin continuou em seu serviço como navio de treinamento em 1917; estava no Philadelphia Navy Yard em 6 de abril, quando os Estados Unidos declararam guerra à Alemanha, entrando na Primeira Guerra Mundial. No dia 8, o navio começou a receber homens da Milícia Naval para completar sua tripulação. Ele foi colocado em plena comissão em 23 de abril e foi designado para o Esquadrão de Patrulha de Couraçados Costeiros, junto com Missouri e Ohio, comandado pelo Comandante David F. Sellers. Em 6 de maio, o Wisconsin navegou para Virginia Capes, chegando a Yorktown, Virgínia no dia seguinte. Desde então até o início de agosto, o navio foi empregado como navio de treinamento para o pessoal da casa de máquinas na área da Baía de Chesapeake. Ele então participou de exercícios de esquadrão de 13 a 19 de agosto; estes incluíram os couraçados Kearsarge, Alabama, Illinois, Kentucky, Ohio, Missouri e Maine. O Wisconsin então seguiu para Port Jefferson, Nova York, para exercícios adicionais.
O navio então navegou para o rio York no oeste de Chesapeake no início de outubro, seguido por um curto período em doca seca no Philadelphia Navy Yard de 30 de outubro a 18 de dezembro. Ele voltou para Chesapeake, onde permaneceu no início de 1918. Mais reparos na Filadélfia ocorreram de 13 de maio a 3 de junho, após os quais ele partiu para Annapolis. Durante a viagem, ele recebeu ordens para cruzar perto da costa, já que o submarino alemão U-151 operava na área desde 23 de maio e havia afundado vários navios. O Wisconsin chegou a Annapolis em 7 de junho, tendo parado no rio Delaware para esperar a partida do U-151. Um contingente de 175 aspirantes embarcaram no Wisconsin em 8 de junho para um cruzeiro de treinamento para Chesapeake. Em 29 de agosto, ele voltou a Annapolis e desembarcou os aspirantes antes de retornar a Yorktown no dia seguinte. Lá, ele assumiu 217 homens para mais uma rodada de treinamento. Em 11 de novembro, a Alemanha assinou o armistício que pôs fim aos combates na Europa. O Wisconsin manteve as suas funções como navio de treinamento até 20 de dezembro, quando foi enviado a Nova York para uma revisão naval do Secretário da Marinha Josephus Daniels e do Secretário Adjunto da Marinha Franklin D. Roosevelt em 26 de dezembro.
Após a rendição alemã em novembro de 1918, a maioria dos encouraçados da Frota do Atlântico foi usada como transporte para transportar soldados americanos de volta da França. O Wisconsin e seus membros de classe não eram tão empregados, no entanto, devido ao seu curto alcance e tamanho pequeno, o que não permitia acomodações adicionais suficientes. Em vez disso, o Wisconsin partiu para Cuba para treinamento com a Frota do Atlântico em 1919. Ele fez um cruzeiro de treinamento de aspirantes ao Caribe em meados de 1919. Em 15 de maio de 1920, o Wisconsin foi desativado; ele foi reclassificado como BB-9 em 17 de julho. Ele acabou sendo vendido em 26 de janeiro de 1922 e desmontado logo em seguida.